# Tuden
Tuden (bulgarisch Туден) ist ein Dorf in der Gemeinde Godetsch, Oblast Sofia, im Westen Bulgariens.
Das Dorf liegt nördlich des Tschepan-Gebirges inmitten des Balkangebirges, ca. 50 km nordwestlich der bulgarischen Hauptstadt Sofia. In der Nähe befinden sich die Städte Sliwniza, Godetsch und Dragoman.
Während des Serbisch-Bulgarischen Krieges von 1885/86 wurde das Dorf von serbischen Truppen der Donau-Division besetzt, welche an den umliegenden Anhöhen ihre Stellungen aufbaute. In der entscheidenden Schlacht bei Sliwniza wurden Malo Malowo und das umliegende Gebiet zum Kriegsschauplatz. Am 6. Novemberjul. / 18. November 1885greg. wurde das Dorf zurückerobert.
Der von den bulgarischen Kommunisten betriebene Kollektivismus der Landwirtschaft und die staatlich verordnete Planwirtschaft führten zur Abwanderung der Bevölkerung vor allem in Richtung Sofia.